# 上総国分尼寺跡

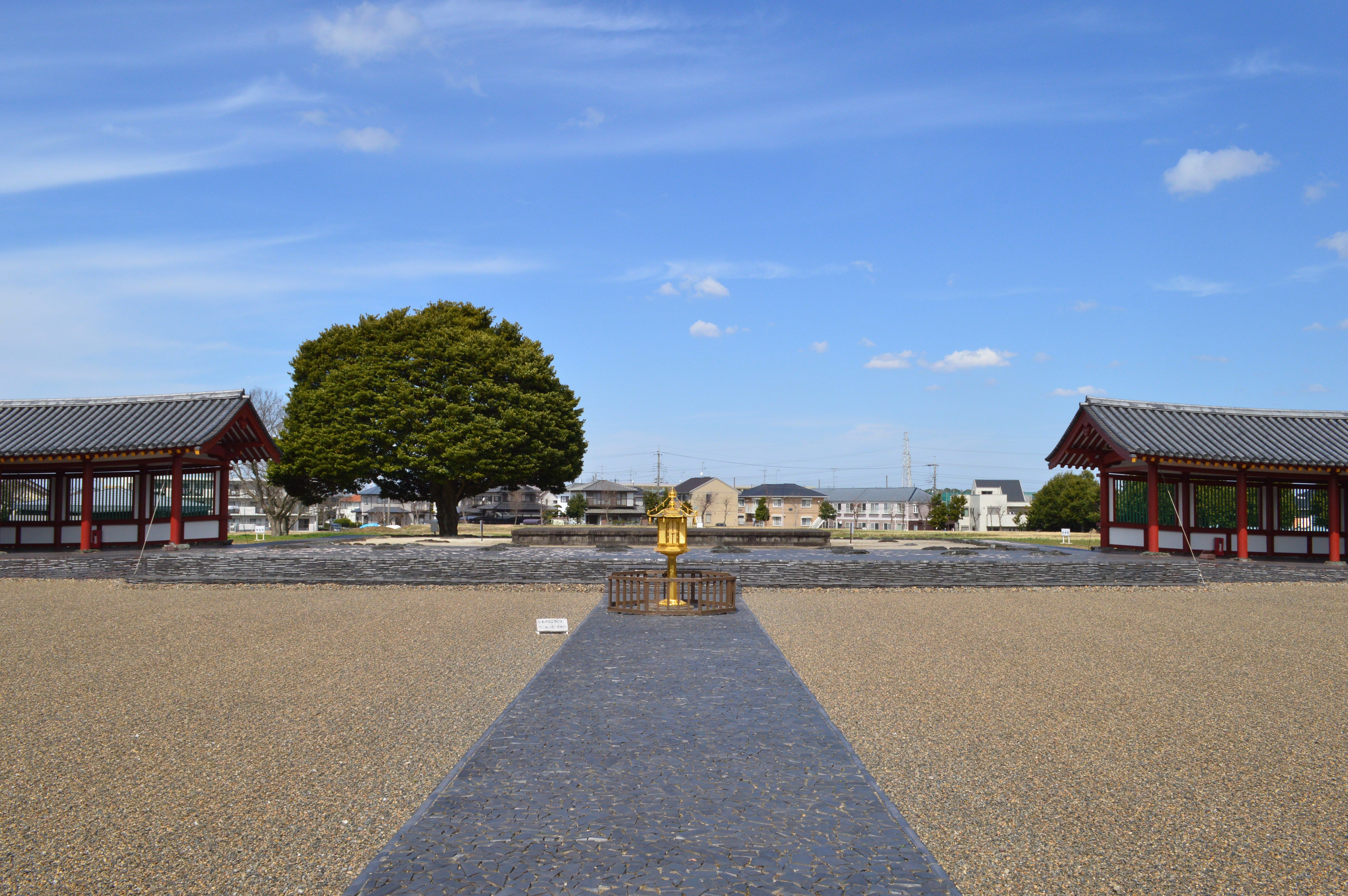
金堂（基壇のみ復元）

上総国分尼寺跡（かずさこくぶんにじあと）は、千葉県市原市国分寺台中央3丁目にある古代寺院跡。国の史跡に指定されている。
奈良時代に聖武天皇の詔により日本各地に建立された国分寺のうち、上総国国分尼寺の寺院跡にあたる。

## 概要
養老川北岸の台地上に所在し、敷地面積約12万平方メートルの大規模な伽藍であったとされる。南西方には上総国分寺跡があるほか、周辺には古墳・遺跡や瓦の窯跡が多く確認されている。国分寺同様、伽藍は大きく2期の造営時期が確認され、国分寺と同一計画で進められた。また現在明らかな諸国国分尼寺の中で、1期目の寺域は最大とされる。
1989年（平成元年）まで行われた発掘調査で、柱の位置の確認などで主要伽藍の構造を含めた全容が解明されたことから、建物跡の完全な木造復元が可能とされた。これを踏まえ、かつての中門が奈良時代の工法を再現する形で木造復元。合わせて「史跡上総国分尼寺跡展示館」が建設され（1993年（平成5年）8月1日開館）、木造復元建物と共に一般公開されている。といった

## 境内
境内は市原市により整備が進められ、一部建物が木造復元されている。

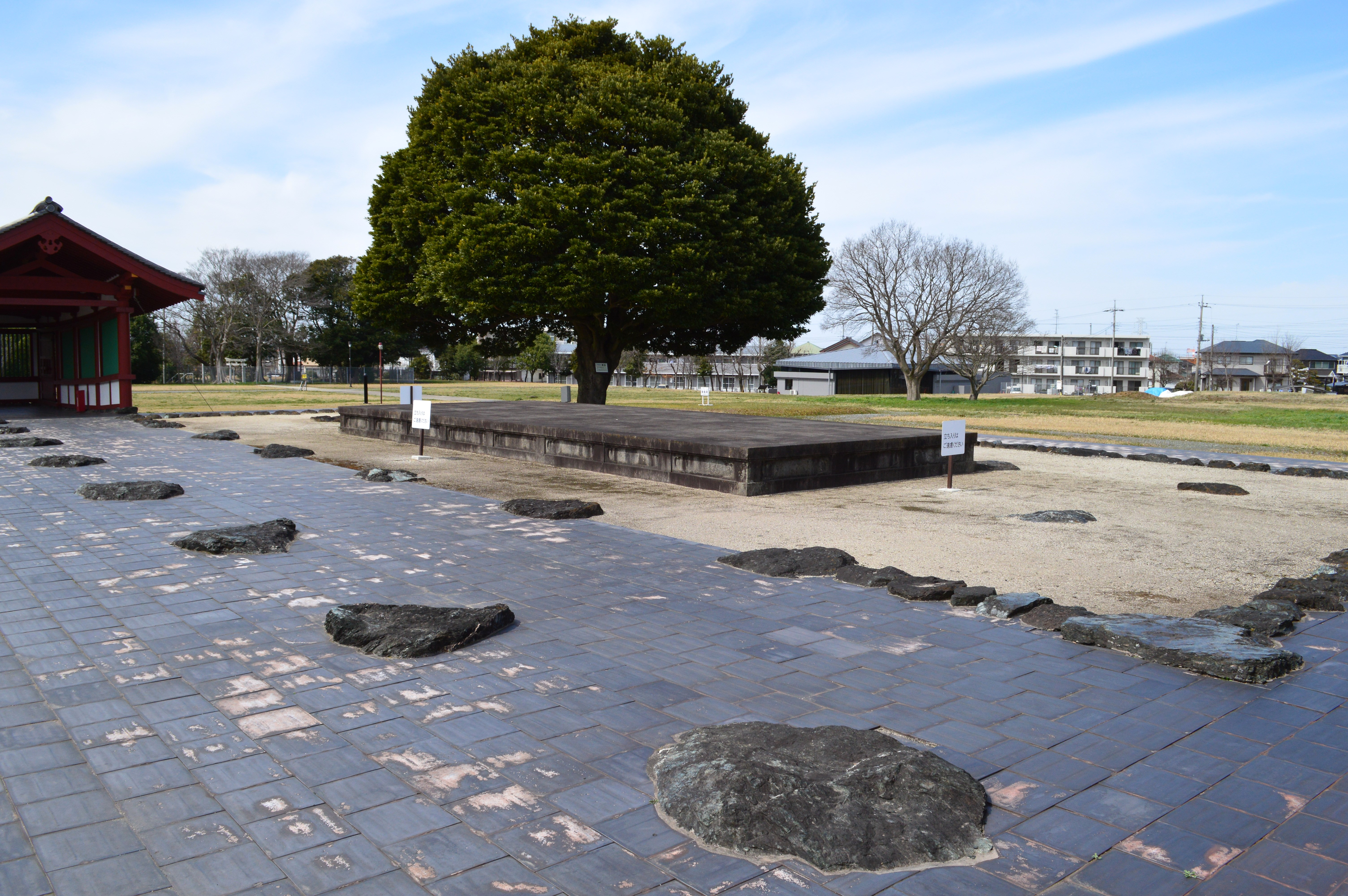
金堂基壇
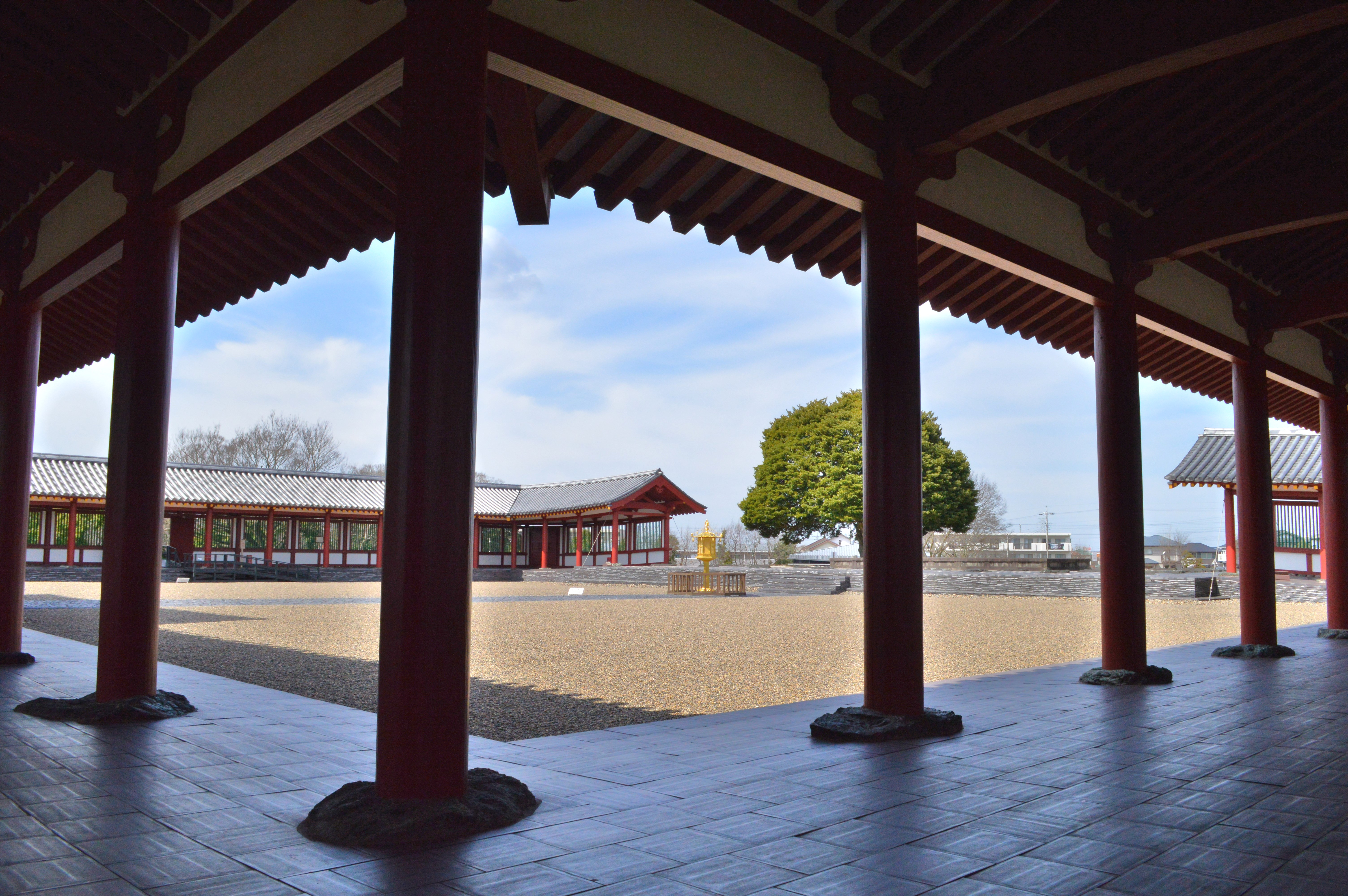
回廊（復元）から望む金堂院
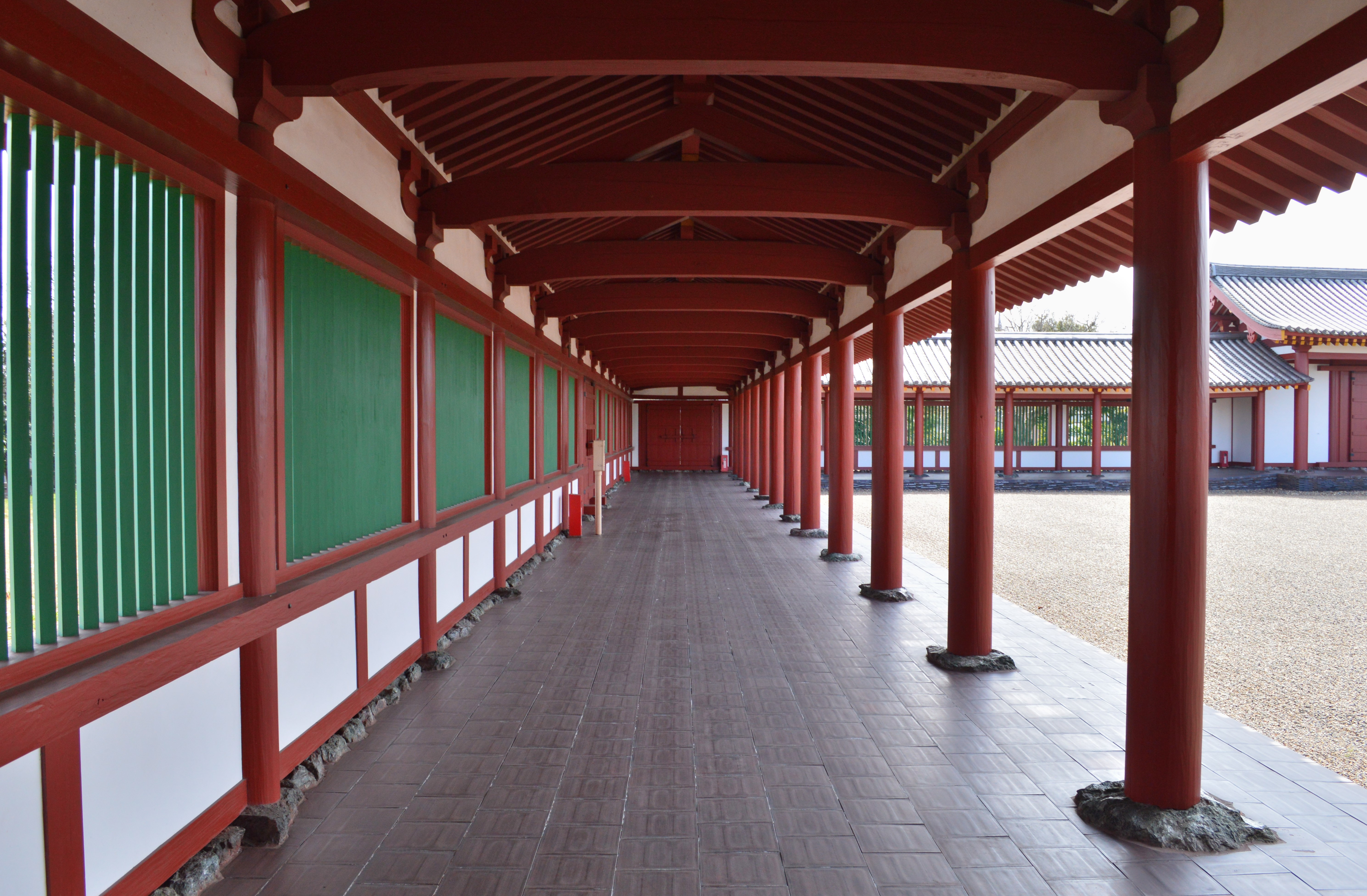
回廊内部
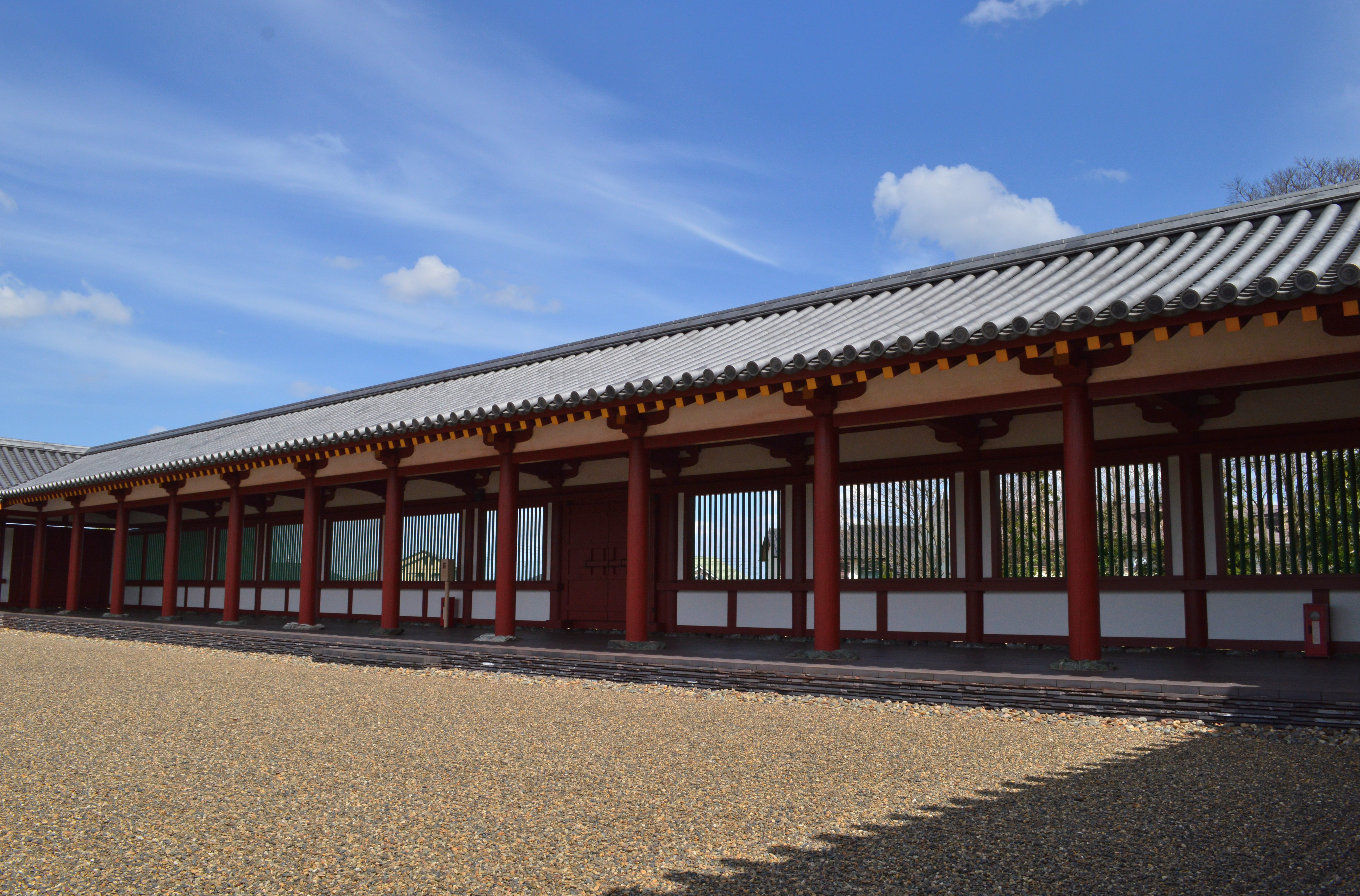
回廊外観
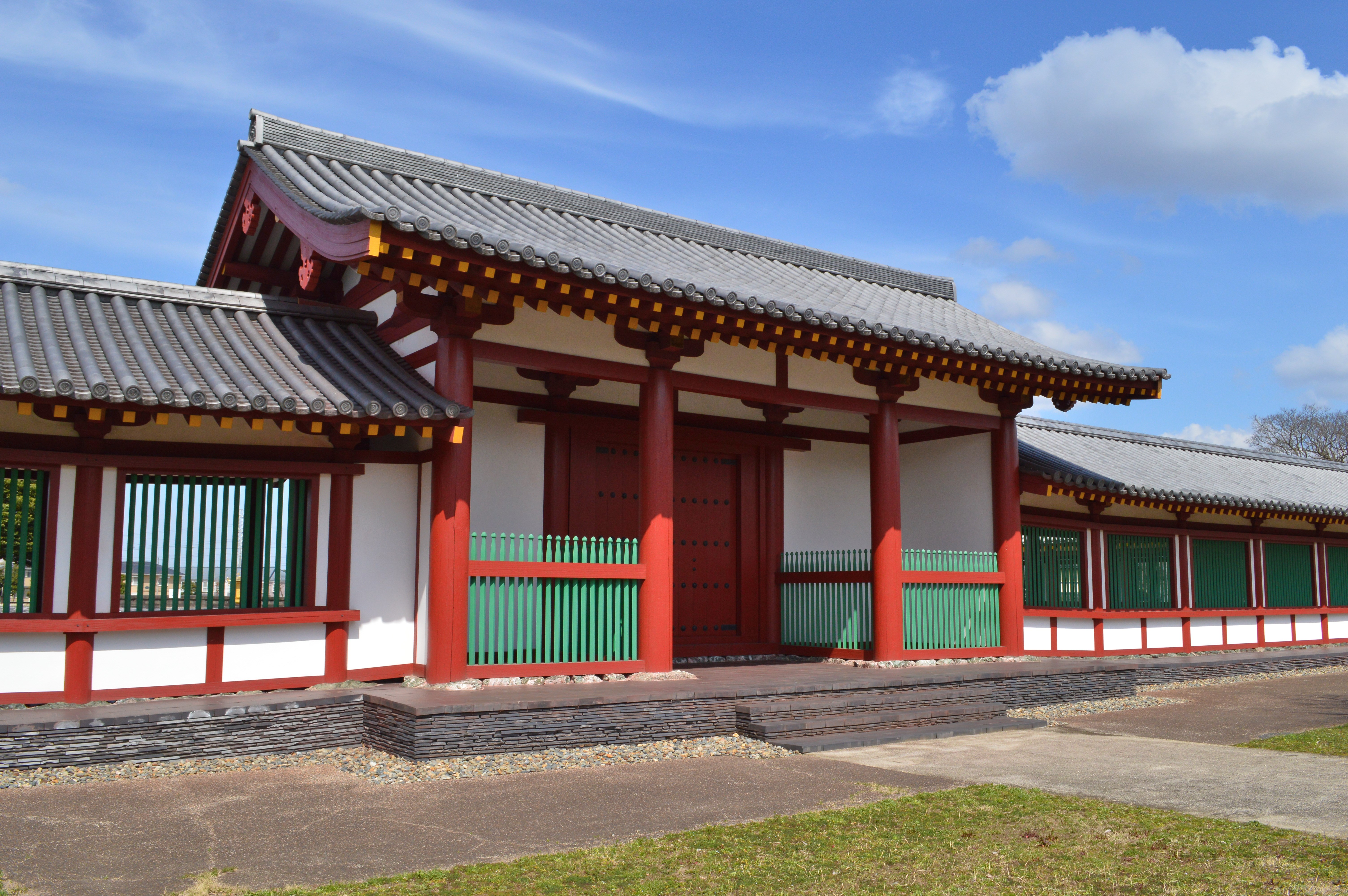
中門（復元）
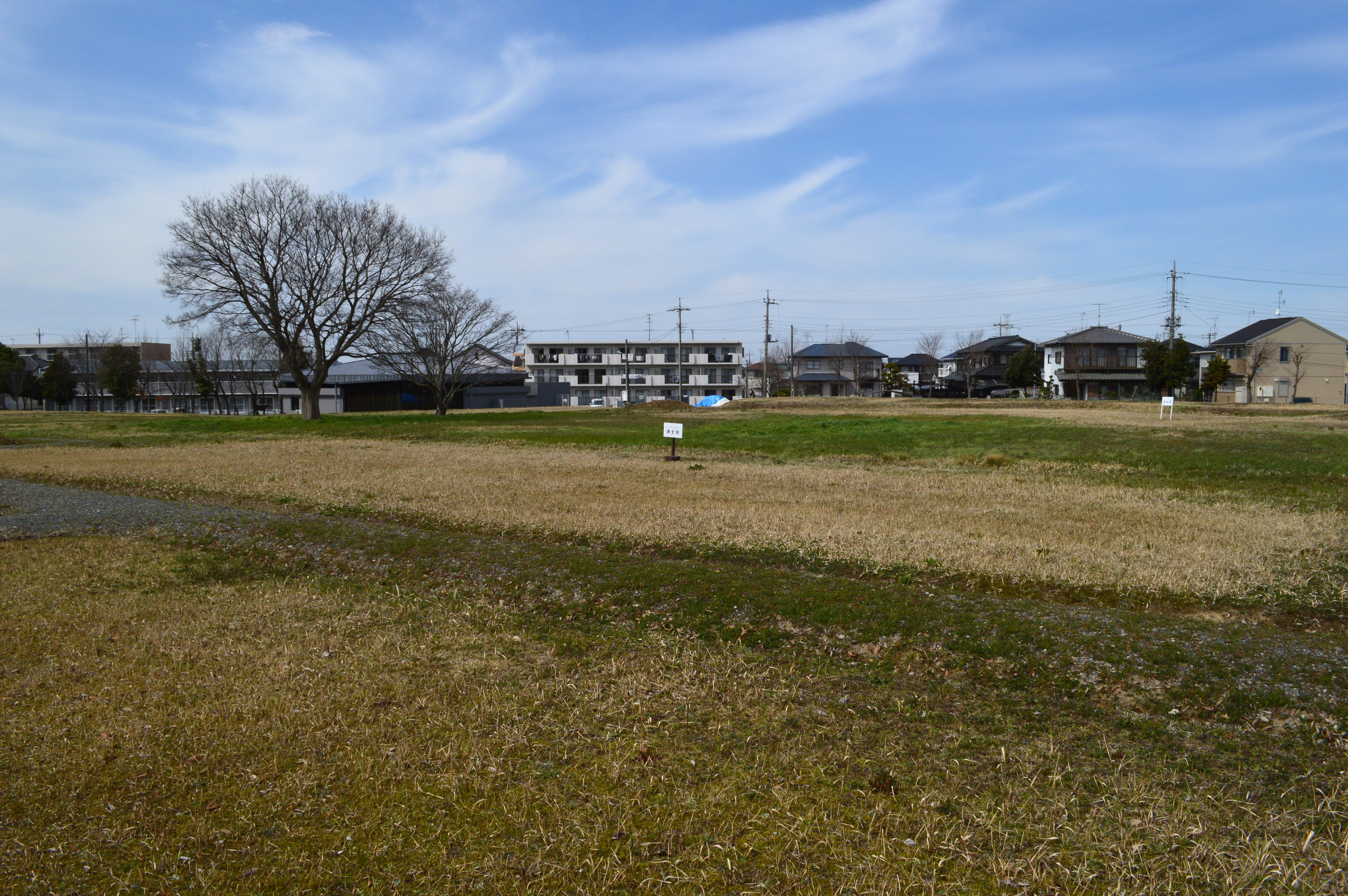
講堂跡
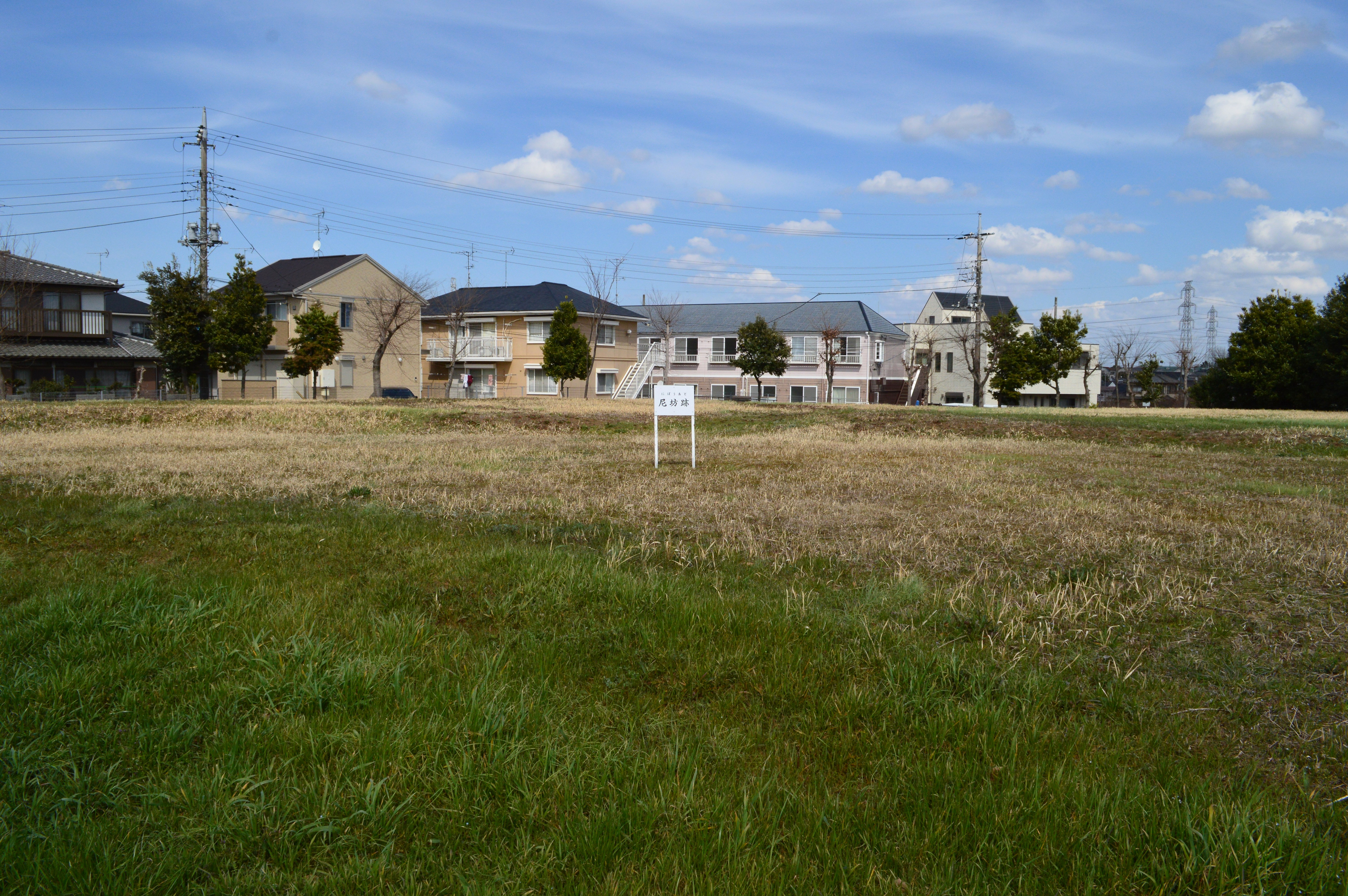
尼坊跡
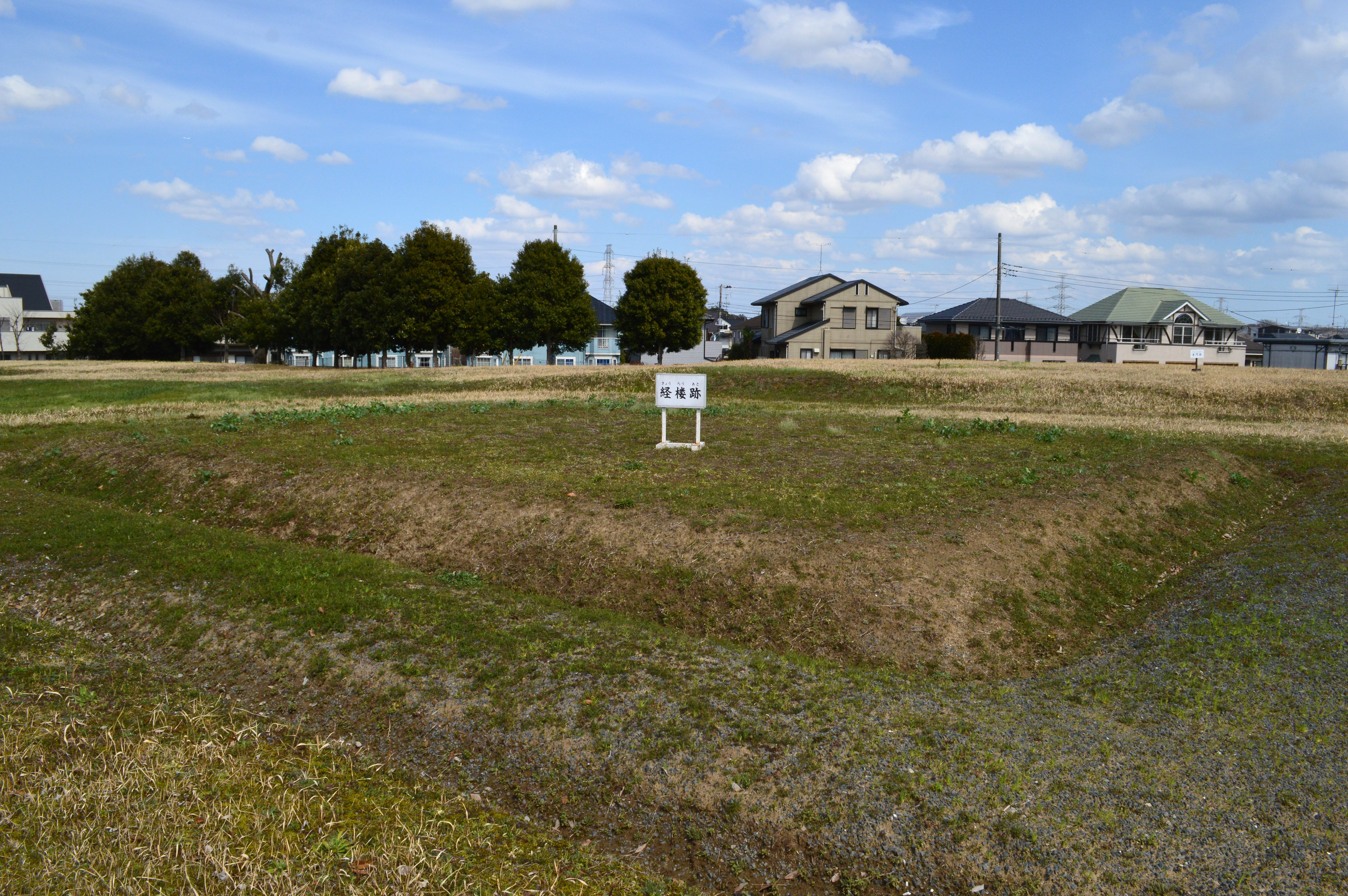
経楼跡
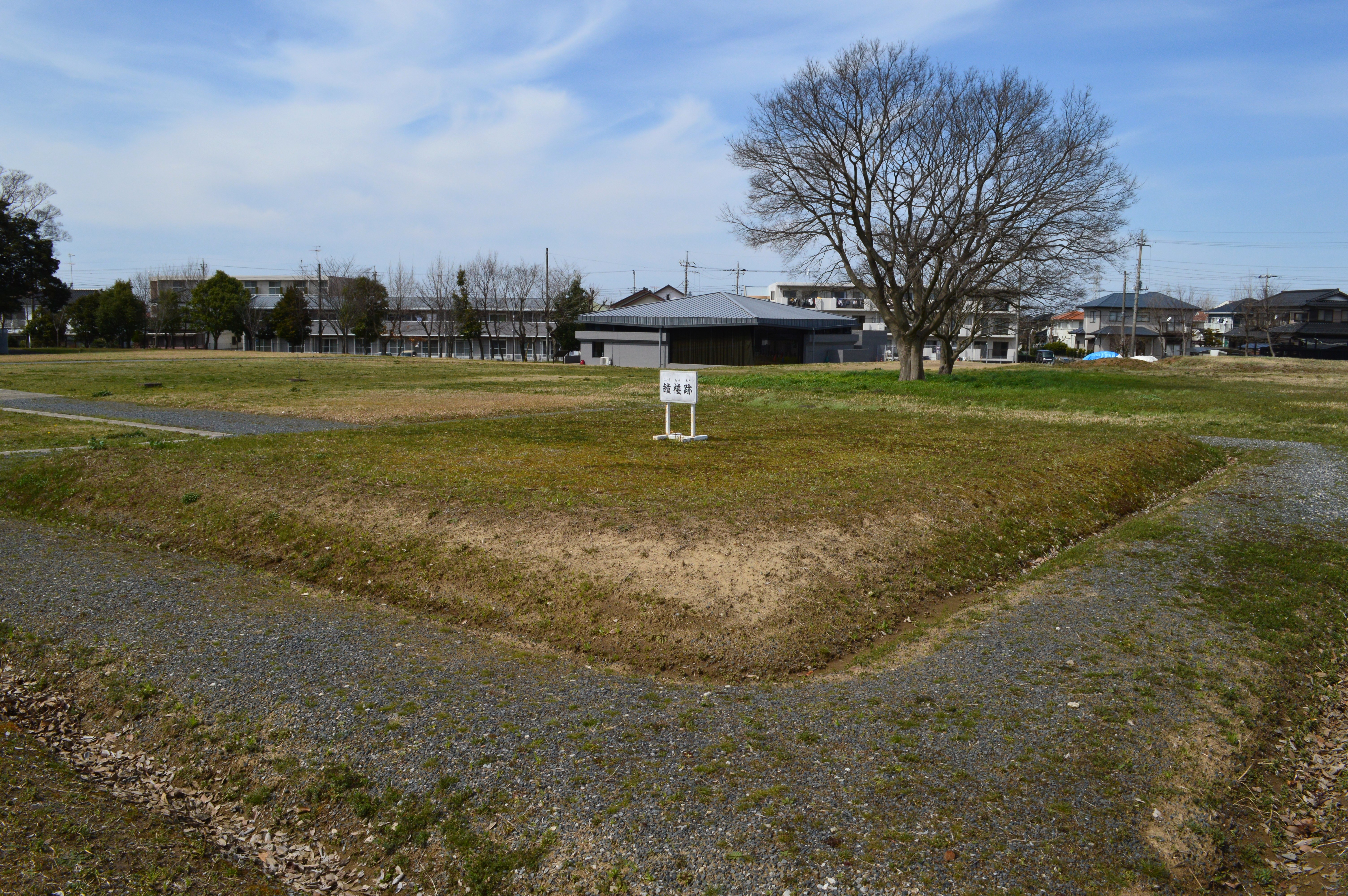
鐘楼跡
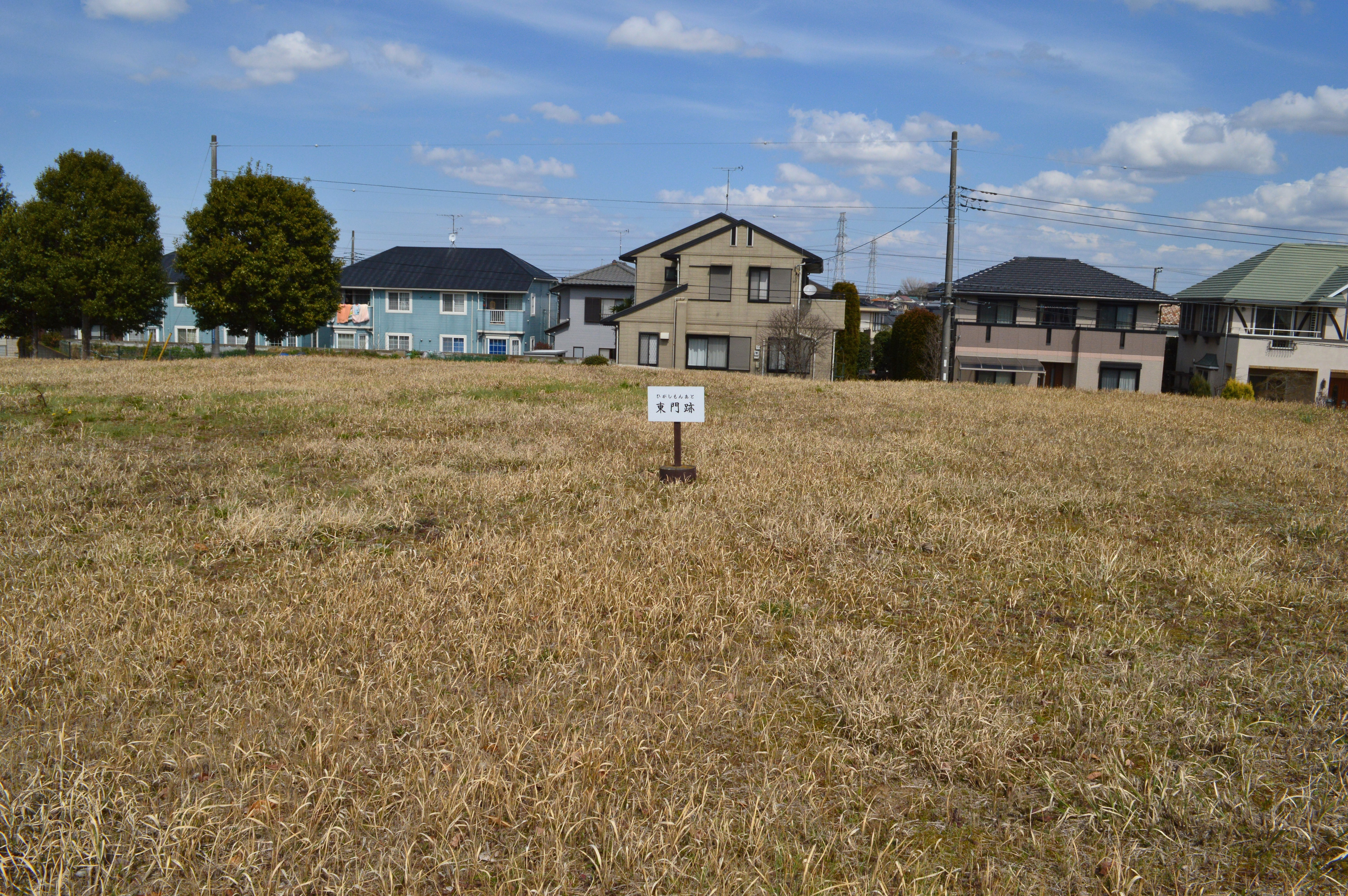
東門跡
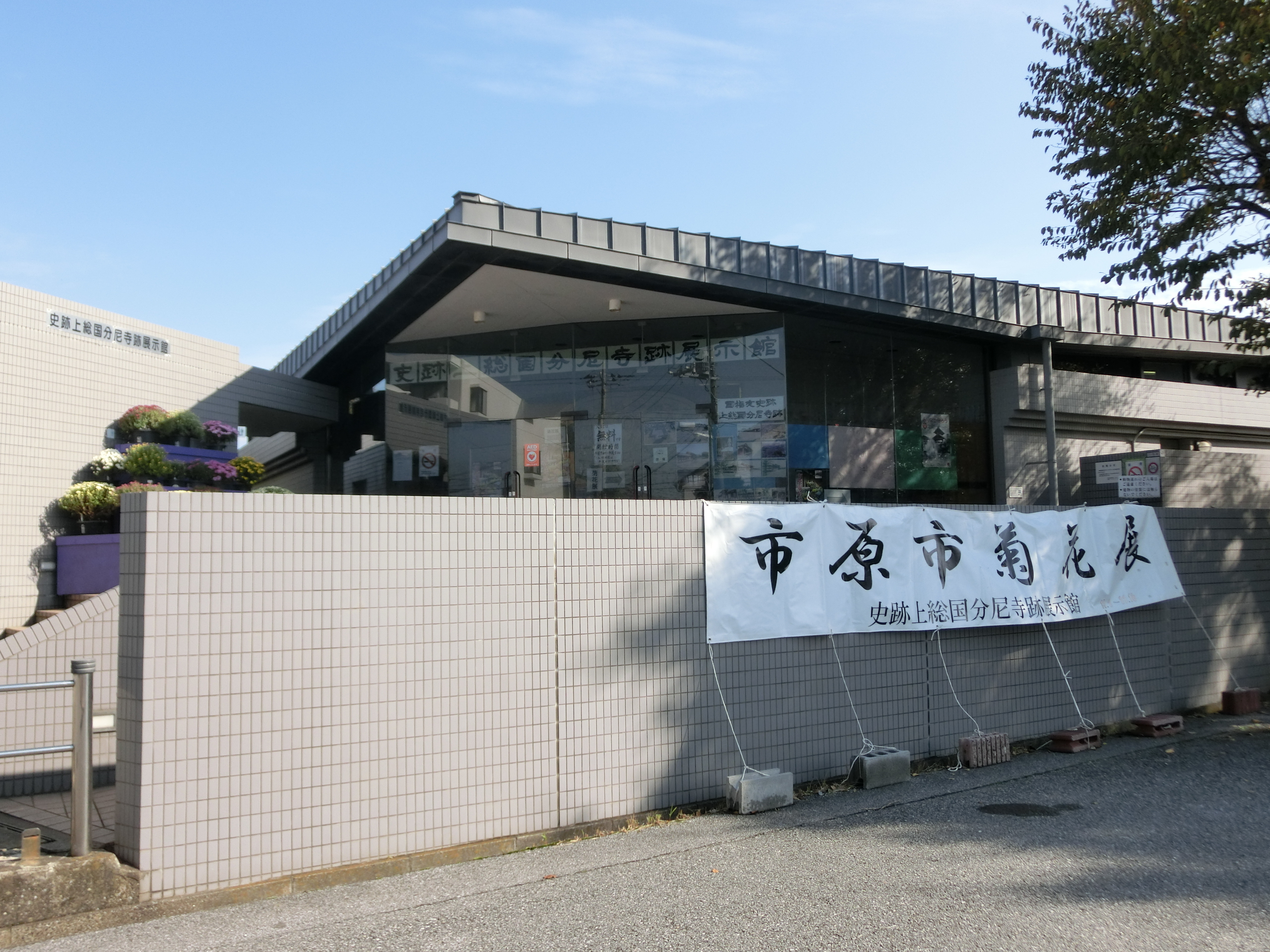
史跡上総国分尼寺跡展示館
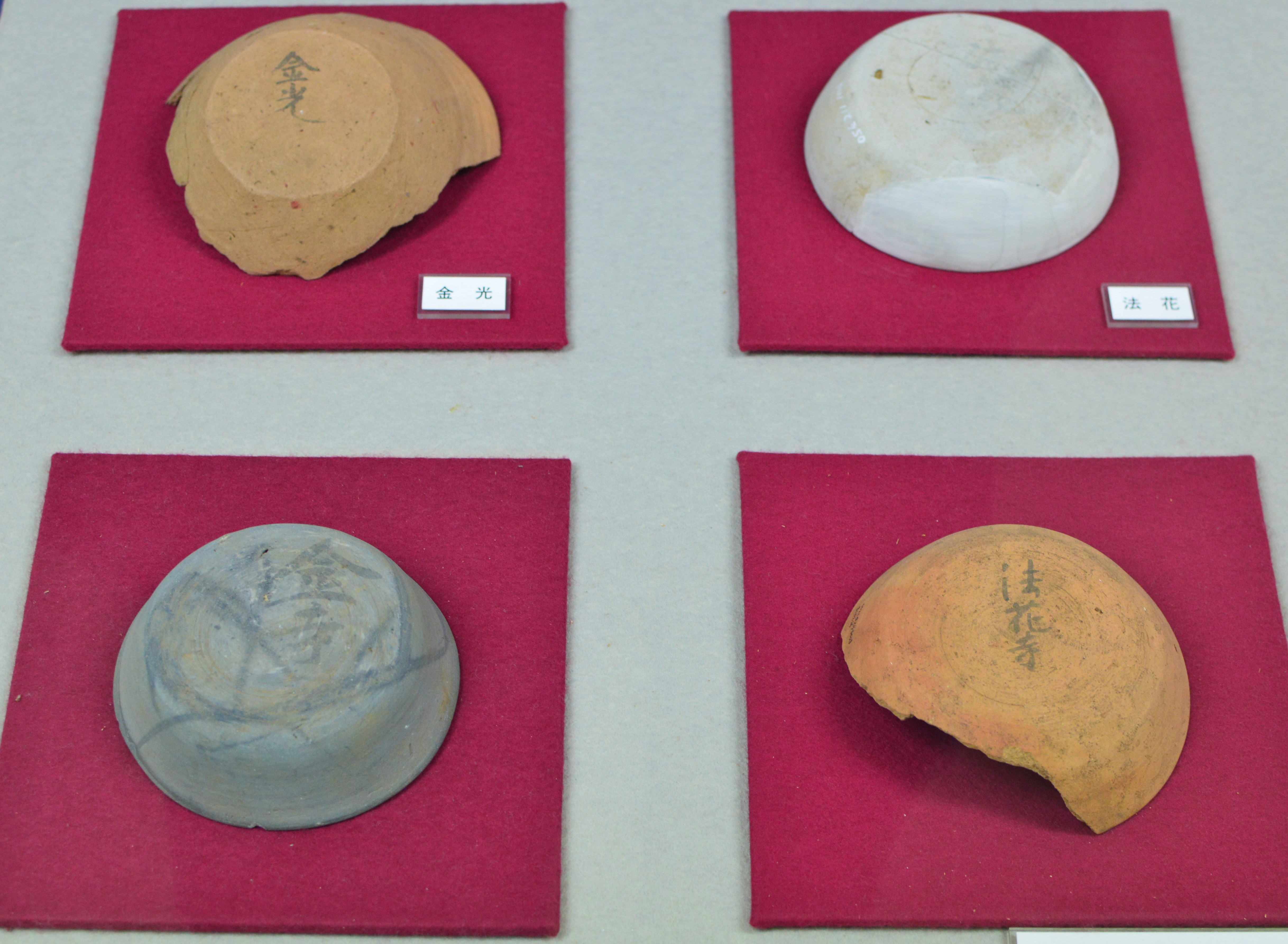
僧寺跡・国分尼寺跡出土 墨書土器 史跡上総国分尼寺跡展示館展示。

## 文化財

### 国の史跡
- 上総国分尼寺跡 - 昭和58年8月30日指定、昭和61年1月23日に指定範囲の追加指定[9]。

## 現地情報
所在地
- 千葉県市原市国分寺台中央3丁目5-2 （北緯35度30分00.28秒 東経140度07分05.84秒 / 北緯35.5000778度 東経140.1182889度座標: 北緯35度30分00.28秒 東経140度07分05.84秒 / 北緯35.5000778度 東経140.1182889度）

開館・入場時間
- 午前9時-午後5時 - 展示館開館時のみ史跡に入場可能。月曜日と年末年始は休館。

交通アクセス
- 鉄道
  - 小湊鉄道線 上総村上駅 （徒歩約25分）
  - 東日本旅客鉄道（JR東日本）内房線 五井駅 （徒歩約40分）

周辺
- 上総国分寺・上総国分寺跡
- 戸隠神社 - 上総国総社推定地。
- 神門5号墳 - 千葉県指定史跡。
- 稲荷台1号墳 - 「王賜」銘鉄剣が出土。